# Foul King
Pour plus de détails, voir Fiche technique et Distribution.
Foul King (hangeul : 반칙왕 ; RR : Banchikwang) est une comédie dramatique sud-coréenne écrite et réalisée par Kim Jee-woon, sortie en 2000.

## Synopsis
Im Dae-ho est un employé de banque non productif, qui arrive en retard chaque matin, et qui subit les agressions de son patron. Il avait beau être fan de catch à la télévision quand il était enfant, il n'arrive pas à se sortir des prises de ce dernier. Un jour, par hasard, il tombe sur une salle d'entraînement de lutteurs et réussit à convaincre l'entraîneur de lui apprendre comment se sortir des prises de son patron. Se découvrant une nouvelle passion, il décide de s'entraîner dur et de tout faire pour rejoindre l'équipe en tant que "catcheur tricheur", l'idole de son enfance…

## Fiche technique
- Titre : Foul King
- Titre original : 반칙왕 (Banchikwang)
- Titre anglais : The Foul King
- Réalisation : Kim Jee-woon
- Scénario : Kim Jee-woon et Kim Dae-wu
- Production : Oh Jeong-wan
- Société de distribution : Cinema Service
- Photographie : Hong Gyeong-pyo
- Musique : Uh Oh-boo
- Pays d'origine :  Corée du Sud
- Langue originale : coréen
- Format : couleur - 1.85 : 1 - Dolby Digital - 35 mm
- Genre : comédie dramatique
- Durée : 112 minutes
- Date de sortie : Corée du Sud : 4 février 2000

## Distribution
- Song Kang-ho : Im Dae-ho
- Kim Su-ro : Yu Bee-ho
- Jang Jin-yeong : Jang Min-young
- Go Ho-gyeong
- Shin Ha-gyun
- Park Sang-myun
- Jang Hang-seon
- Ahn Jae-hong
- Myung Gye-nam
- Lee Won-jong
- Shin Gu
- Jeong Wung-in
- Kim Ka-yeon
- Ji Tae-han
- Lee Gi-yeong
- Jung Doo-hong

## Récompenses
- Prix du meilleur film lors du Far East Film Festival 2001.
- Prix du meilleur réalisateur lors du Festival international du film de Milan 2001.

## Anecdotes
- Un petit clin d'œil au film a lieu dans Fun Movie, premier film parodique sud-coréen.